# Jinbō Yoshimune
Jinbō Yoshimune (神保 慶宗?; ... – 1520) è stato un samurai giapponese del periodo Sengoku.
Jinbō Yoshimune divenne guida del clan Jinbō della provincia di Etchū nel 1501. Combatté numerose battaglie contro il clan Nagao, tra cui l'assedio di Shinjō nel 1520. In quella battaglia fu sconfitto da Nagao Tamekage e, con i suoi uomini in rotta, commise seppuku. Dopo la sua morte la guida dell'indebolito clan passò a suo fratello più giovane Jinbō Yoshiaki e poi a suo figlio Nagamoto.